# Rok Matek
Rok Matek, slovenski igralec, * 1983, Laško.

## Življenje
Rok Matek je otroštvo in mladost preživel v okolici Laškega. V času šolanja na I. gimnaziji v Celju je sodeloval pri kulturnih prireditvah, improligi, pevskem zboru. Bil je član Folklorne skupine Lipa Rečica, kjer se je učil večglasnega petja in ljudskih plesov.
Jeseni leta 2002 se je vpisal v program Dramska igra in umetniška beseda na Akademiji za gledališče, radio, film in televizijo Univerze v Ljubljani. Študij je končal leta 2006 v letniku Dušana Jovanovića in Janeza Hočevarja z vlogo v predstavi Pomembno je biti Ernest Oscarja Wilda ter diplomsko nalogo z naslovom Igralec in prazen prostor.
Je prejemnik več igralskih nagrad, prav tako so številne nagrade prejele predstave, v katerih je igral. Prejel je študentsko Severjevo nagrado in nagrado tantadruj za igralsko stvaritev.
Je mentor dramskim skupinam, še posebej mladim gledališkim navdušencem (skupina Lux theatrum iz Laškega, ŠtudenTeater – Gledališče Glej in JSKD).

## Delo
Do danes je odigral več kot šestdeset gledaliških vlog. Med študijem je kot gost nastopil v predstavah Slovenskega narodnega gledališča Drama Ljubljana in Gledališča ŠKUC. Po zaključenem študiju je dve leti nastopal v uprizoritvah že omenjenih gledališč ter v predstavah Prešernovega gledališča Kranj, Slovenskega mladinskega gledališča, Gledališča Glej, Lutkovnega gledališča Jože Pengov, Zavoda Flota in drugih zunajinstitucionalnih projektih.
Od 1. septembra 2009 je član igralskega ansambla Gledališča Koper.
Že v prvi sezoni je nastopil v dveh opaznejših vlogah: bil je Jure v Van den Bergovem Podžigu in Prozorov v Treh sestrah A. P. Čehova. V sezoni 2011/2012 je igral v štirih premiernih uprizoritvah – izpostaviti velja vlogo Franzecka v Bärfussovem Testu. Kasneje je sodeloval pri odmevnih koprodukcijskih uprizoritvah Švejk C. Teevana (MGL in Gledališče Koper) in Lucićevem Alanu Fordu/Vrnitvi odpisanih (Gledališče Koper in Kamerni teatar 55, Sarajevo) ter Barufah (SNG Nova Gorica, Slovensko stalno gledališče, Gledališče Koper, Istarsko narodno kazalište – Gradsko kazalište Pula).

### Predstave za otroke
Otroci in mladi Matka poznajo iz številnih predstav za mlajše občinstvo. Igra Mačka v družinskem mijauziklu Obutem mačku (2019), voditelja Eneja Ricobona v Lepo je biti Koprčan (2018). Več vlog je igral v Živalskih novicah (2016), v Groznem Gašperju (2010) pa pridnega Petra.

### Glasbene komedije, muzikali
Med njegovimi najopaznejšimi vlogami so vloge v glasbenih komedijah, muzikalih. Igral je v treh predstavah Iztoka Mlakarja in režiji Vita Tauferja. Je Tranio v Tutošomatu (2019), bil je Angel, Suzana, Mati, Slep v Pašjonu (2015) in Revež, Žandar ter Pravnik v Sljehrniku (2011). Zadnji dve sta bili tudi nagrajeni na festivalu Dnevi komedije v Celju in doživeli več kot 100 ponovitev. Vloga Marije v Triu (2015) Gašperja Tiča mu je prinesla nagrado tantadruj. Igral je dona Pedra v muzikalu Trač ali Mnogo hrupa za nič (2017) istega avtorja. Je Mario v komediji Parole, parole ali ni bila peta, bila je deveta italijanskega avtorja Alda Nicolaja in Coronato v  glasbeni komediji po motivih Pahljače Carla Goldonija, Ventilator (2018).

### Televizija, radio, splet
Prepoznavnost pri najširšemu krogu televizijskih gledalcev je dobil z vlogo Roberta Recerja v televizijski seriji Usodno vino. Večkrat je pripovedoval pravljice v radijski oddaji Lahko noč, otroci na Prvem programu Radia Slovenija, Na portalu Youtube je dosegljiva zvočna knjiga romana Vanje Pegana Pisatelj, Adam in pilot v interpretaciji Roka Matka.

## Vloge v gledališču (izbor)
- 2021/2022: Laponska, Olavi (r. Nenni Delmestre, Gledališče Koper)
- 2020/2021: Krst pri Savici, Matija Čop (r. Katja Pegan, Gledališče Koper)
- 2020/2021: Žabji kralj, Pripovedovalec na posnetku (Gledališče Koper)
- 2020/2021: Birokrati, Feri (r. Jaka Ivanc, Gledališče Koper)
- 2020/2021: Stoletje mjuzikla (r. Stanislav Moša, Gledališče Koper, SNG Nova Gorica, Slovensko stalno gledališče, Trst)
- 2019/2020: Bralne uprizoritve Cankarjevih dram na Zoomu (r. Jaka Ivanc, Gledališče Koper)
- 2019/2020: Jašek, Ben (r. Jaka Ivanc, Gledališče Koper)
- 2019/2020: Obuti maček, Maček, človekoliki maček v škornjih, Lutkamuc (glas – video) (r. Vito Taufer, Slovensko mladinsko gledališče, Gledališče Koper)
- 2019/2020: Skrivnostni primer ali Kdo je umoril psa, Prvi policist, Roger, druge vloge in glasovi (r. Renata Vidič, SNG Nova Gorica, Gledališče Koper)
- 2019/2020: Tutošomato, Tranio (r. Vito Taufer, SNG Nova Gorica, Gledališče Koper)
- 2018/2019: Ventilator, Coronato (r. Jaka Ivanc, Gledališče Koper)
- 2018/2019: Lepo je biti Koprčan, Enej Ricobon, voditelj (r. Renata Vidič, Gledališče Koper)
- 2017/2018: Zadnje lune, Sin (r. Dušan Mlakar, Gledališče Koper)
- 2017/2018: Barufe, Pepi (r. Vito Taufer, SNG Nova Gorica, Slovensko stalno gledališče Trst, Gledališče Koper, Istarsko narodno kazalište – Gradsko kazalište Pula)
- 2017/2018: Trač ali Mnogo hrupa za nič, Don Pedro (r. Jaka Ivanc, Gašper Tič, Mestno gledališče ljubljansko, Gledališče Koper)
- 2015/2016: Alan Ford/Vrnitev odpisanih, Grunf (r. Kokan Mladenović, Gledališče Koper)
- 2015/2016: Trio, Marija (r. Jaka Ivanc, Gledališče Koper)
- 2014/2015: Pašjon, Angel, Mati, Slep, Suzana (r. Vito Taufer, SNG Nova Gorica, Gledališče Koper)
- 2014/2015: Kontra demokraciji, Moški, Moški 1, Fant, Josep, Leopold (r. Nenni Delmestre, Gledališče Koper)
- 2014/2015: Švejk, Švejk Fusnota (r. Jaka Ivanc, Mestno gledališče ljubljansko, Gledališče Koper)
- 2013/2014: Noč bogov, Molière (r. Jaka Ivanc, Gledališče Koper)
- 2012/2013: Sluga dveh gospodarjev, Florindo Aretusi (r. Kokan Mladenović, Gledališče Koper)
- 2012/2013: Parole, parole ali ni bila peta, bila je deveta, Mario (r. Jaka Ivanc, Gledališče Koper)
- 2012/2013: Filumena Marturano, Michele (r. Katja Pegan, SNG Nova Gorica, Gledališče Koper)
- 2011/2012: Sljehrnik, Revež, Žandar, Pravnik (r. Vito Taufer, SNG Nova Gorica, Gledališče Koper)
- 2011/2012: Butalci (r. Jaka Ivanc, Gledališče Koper)
- 2010/2011: Grozni Gašper, Pridni Peter (r. Jaša Jamnik, SNG Nova Gorica, Gledališče Koper)
- 2010/2011: Tri sestre, Prozorov Andrej Sergejevič (r. Jaka Ivanc, Gledališče Koper)
- 2009/2010: Da, gospod (r. Vito Taufer, Gledališče Koper)
- 2009/2010: Mali modri Huhu ali od kod je prišlo jajce, Polhek (r. Katja Pegan, Gledališče Koper)
- 2009/2010: Podžig, Jure (r. Nenni Delmestre, Gledališče Koper)
- 2008/2009: Blazno resno o seksu, Fredi (r. Katja Pegan, Prešernovo gledališče Kranj)
- 2008/2009: Sinko, Gardar (r. Alen Jelen, ŠKUC gledališče)
- 2008: Macbeth, Banquo (r. Matjaž Farič, Zunajinstitucionalni projekti)
- 2007/2008: Slovenec Slovenca gori postavi (r. Mare Bulc, SNG Drama Ljubljana)
- 2007/2008: Operacija IR1 ali Peter Klepec, Mati, Pastir 2, Turek (r. Helena Šobar Zajc, Lutkovno gledališče Jože Pengov)
- 2007/2008: Kok ti men zdej dol visiš, Viktor (r. Vito Taufer, Slovensko mladinsko gledališče)
- 2006/2007: Tartuffe ali prevarant, Damis (r. Dušan Jovanović, SNG Drama Ljubljana)
- 2005/2006: Ana Karenina, Kord, Tuškovič (r. Dušan Jovanović, SNG Drama Ljubljana)
- 2005/2006: Alamut, Jusuf (r. Sebastijan Horvat, SNG Drama Ljubljana)
- 2004/2005: Draga Jelena Sergejevna, Volodja (r. Edvin Liverić, ŠKUC gledališče)[6]

## Vloge v filmih in na televiziji
- 2015–2017: Usodno vino, Robert Recer (r. Nejc Levstik, Jaka Šuligoj, Slobodan Maksimović, Marko Naberšnik, Perfo Produkcija za Pro Plus)[8]
- 2009: Kandidatka in šofer (r. Vinko Möderndorfer, RTV Slovenija)
- 2007: Anatolova poroka, Anatol (r. Darko Sinko, UL AGRFT)
- 2006: Lepo je biti Mozart, Soren Aabye Kierkegaard (r. Samo Milavec, RTV Slovenija)[9]

## Nagrade
- 2018: Priznanje Antona Aškerca Občine Laško za dolgoletno uspešno delovanje na področju kulture
- 2016: Nagrada tantadruj za igralsko stvaritev za vlogo Marije v predstavi Trio (r. Jaka Ivanc, Gledališče Koper)
- 2016: Nagrada tantadruj za gledališki doseže za uprizoritev Tria Gašperja Tiča (nagrada je bila enakovredno podeljena vsem ustvarjalcem uprizoritve)
- 2011: Nagrada za kolektivno igro (skupaj z Gorazdom Žilavcem, Mojco Fatur in Ajdo Toman) za igro v Podžigu (Gledališče Koper) na 2. Mednarodnem festivalu malih odrov, Kikinda (Srbija)
- 2005: Študentska Severjeva nagrada AGRFT za vlogo Krizalda (Učene ženske), Luccencia (Ukročena trmoglavka), Polonija (Hamlet) in Romea (Romeo in Julija, vse UL AGRFT). Utemeljitev: »Rok Matek je v V. semestru odigral Krizalda v Molièrovih Učenih ženskah ter z natančno in disciplinirano igro dosegel zanimive komične učinke. V VI. semestru je odigral tri zelo različne vloge v Shakespearovih dramah: Luccencia v Ukročeni trmoglavki, Polonija v Hamletu ter Romea v Romeu in Juliji. Vse tri niso blizu njegovemu temperamentu, toda kot študiozen igralec z izjemnim smislom za ritem in obvladovanje telesa jih je odigral tako, kot jih zastavljajo dramske predloge in uprizoritveni koncepti.«[4]